# Julius Schiller

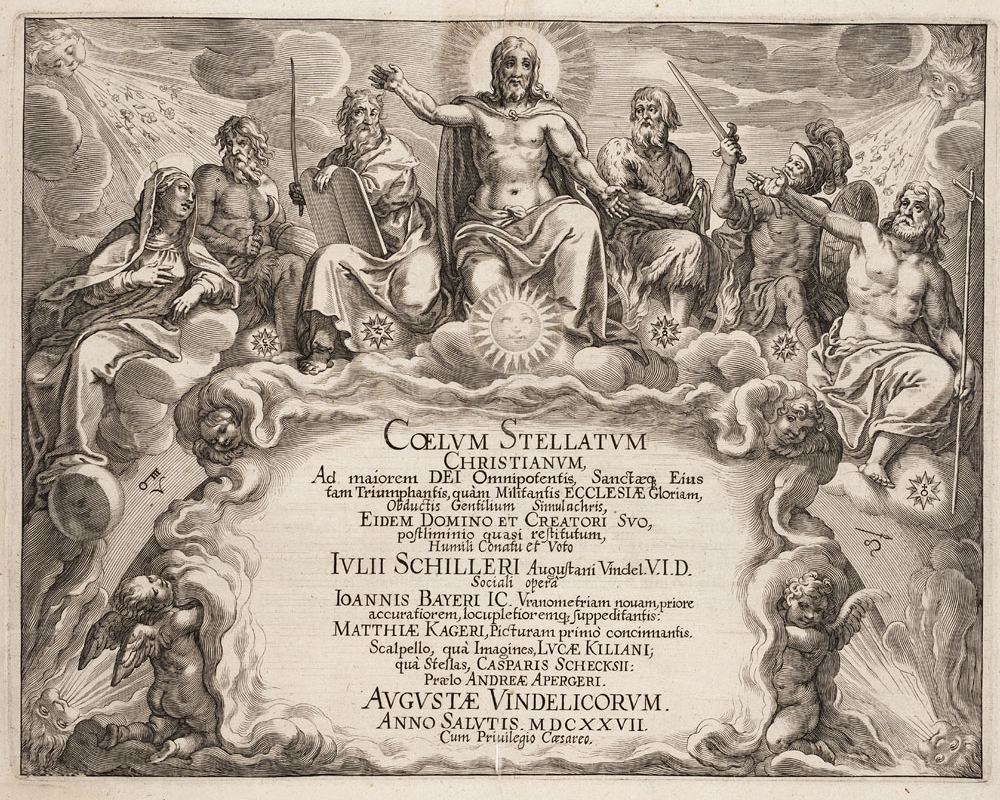
Portada de atlas estelar de Schiller, el Coelum Stellatum Christianum.

Julius Schiller (c. 1580 - 1627) fue un abogado de Augsburgo, que al igual que su conciudadano, amigo y colega Johann Bayer, publicó un atlas de estrellas, con la particularidad de que utilizaba nombres cristianos para designar las constelaciones. 

## Semblanza
En el año de su muerte, Schiller, con la asistencia de Bayer, publicó su atlas del firmamento titulado Coelum Stellatum Christianum, en el que reemplazó las denominaciones paganas de las constelaciones por nombres bíblicos y de personajes de la tradición cristiana. Específicamente, Schiller reemplazó las constelaciones zodiacales por los doce apóstoles, las constelaciones del norte por figuras del Nuevo Testamento y las constelaciones del sur por figuras del Antiguo Testamento. 
Los planetas, el Sol y la Luna eran también reemplazados por figuras bíblicas. 
Lucas Kilian fue el artista que realizó los grabados que componen la obra.
Este atlas de estrellas se consideró meramente una curiosidad, en contraste con la Uranometria de Bayer, que obtuvo una amplia aceptación.

## Eponimia
- El cráter lunar Schiller lleva este nombre en su memoria.[1]